# 井上允

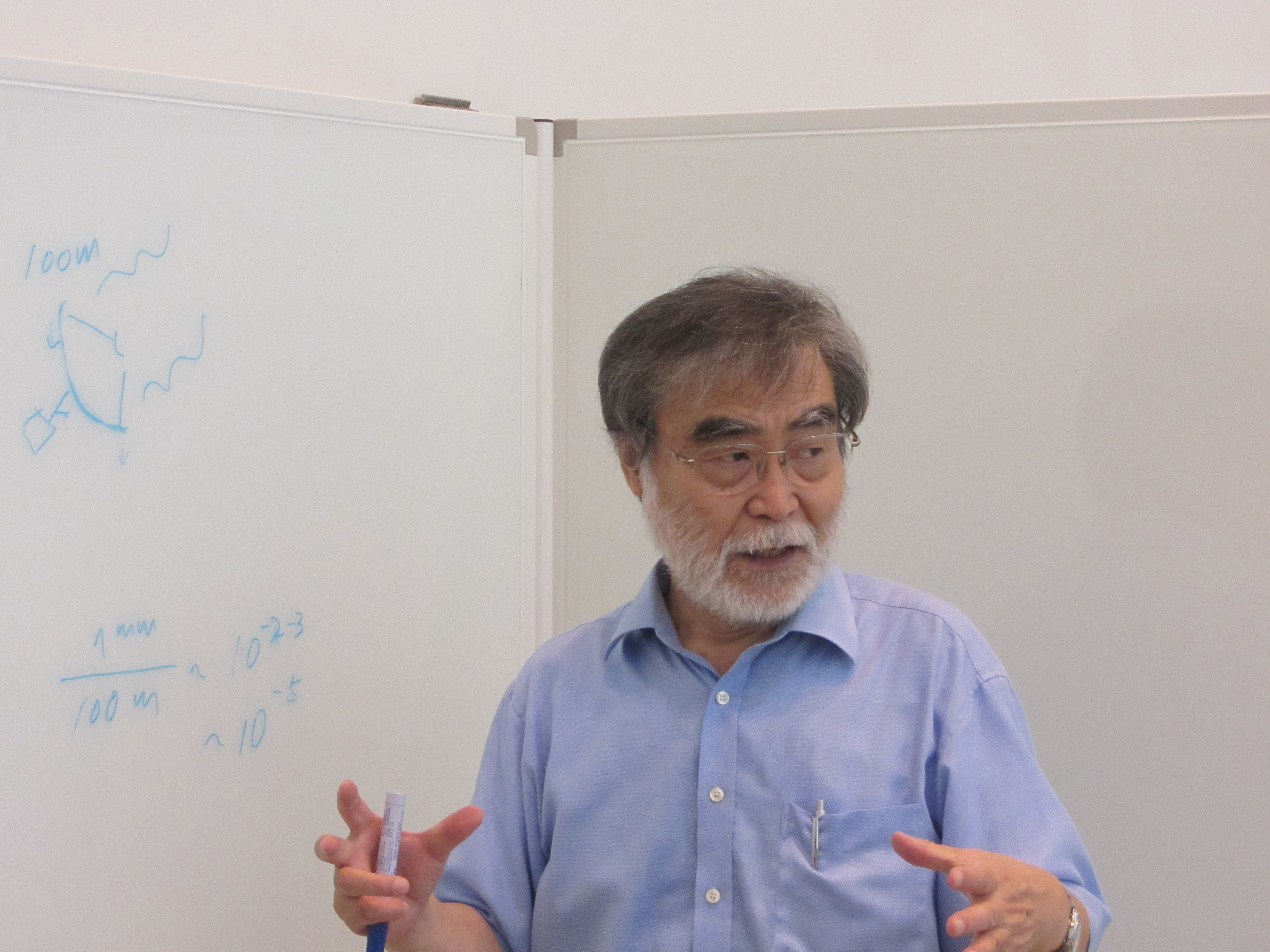
井上允

井上 允（いのうえ まこと、1947年2月 - ）は、日本の天文学者。学位は、理学博士（名古屋大学）。専門は、電波天文学で、国立天文台名誉教授。台湾　中央研究院　天文及天文物理研究所 特聘研究員。島根県出身。
国立天文台野辺山宇宙電波観測所の建設に参画し、活動銀河中心部の観測、研究に従事。
電波望遠鏡（VLBI：超長基線干渉計）による水メーザー源の観測で、巨大ブラックホールが存在する確証を、初めて得た業績で、中井直正、三好真とともに仁科記念賞を受賞（1996年）。
その後も、より高分解能の観測を実現するため、地上施設の他に人工衛星も使う超長基線干渉計、スペースVLBI（VSOP計画、VSOP2計画）を推進した。

## 経歴
- 1971年 名古屋大学理学部卒業
- 1973年 名古屋大学大学院理学研究科修士課程修了
- 1977年 名古屋大学大学院理学研究科博士課程修了
- 1981年 東京大学 東京天文台 助手
- 1984年　名古屋大学　理学博士 「The structure of extragalactic radio sources with flat spectrum（平らなスペクトルを持つ銀河系外電波源の構造）」
- 1988年 国立天文台 助教授
- 1994年 国立天文台 教授

## 受賞歴
- 1988年 共同成果賞（Group Achievement Awards,NASA）
- 1995年 Rubin Prize
- 1996年 仁科記念賞 「銀河中心巨大ブラックホールの発見」
- 2005年 IAA（国際宇宙航空学会）チーム栄誉賞（Laurels for Team Achievement Award）
- 2005年 日本天文学会欧文研究報告論文賞

## 参考資料
- ブラックホールの観測的研究の進展
- INOUE Makoto / 井上 允 - asiaa - Academia Sinica